# Bill Demong
William « Bill » Demong, né le 29 mars 1980 à Saranac Lake, est un coureur américain du combiné nordique, également fondeur.
Sa première victoire en Coupe du monde intervient en 2002 à Liberec, puis il attendra cinq ans pour regagner une manche. En 2010, il est champion olympique au Gundersen grand tremplin.

## Biographie
Bill Demong a grandi près de Lake Placid et a commencé à la fois le ski de fond et le saut à ski à l'âge de neuf ans. En 1998, il fait ses débuts internationaux aux Jeux olympiques de Nagano prenant la dixième place par équipes. Le 19 janvier 2002, Demong gagne sa première course de Coupe du monde à Liberec (individuel 15 km). Le mois suivant, lors de Jeux olympiques disputés à Salt Lake City, il se classe quatorzième du sprint et quatrième à la compétition par équipes. Peu après les Jeux, il est victime d'un accident en plongeant à la piscine, ce qui lui cause une fracture au crane. Il a failli mettre à terme à sa carrière, retrouvant seulement la compétition l'année suivante.
Après plusieurs saisons sans résultat, il retrouve les podiums à la fin de la saison 2006-2007 où il gagne à Lahti puis termine troisième à Oslo, marquée également par les Championnats du monde de Sapporo lors desquels il remporte sa première médaille en grande compétition internationale, l'argent lors de l'individuel Gundersen 15 km devancé par le désormais triple champion du monde Ronny Ackermann. L'hiver suivant, il gagne sa troisième course en Coupe du monde et à la troisième place du classement général. Lors de la saison 2009, il continue sur sa dynamique de victoires en s'imposant à Ramsau am Dachstein, à l'épreuve pré-olympique de Whistler puis à Klingenthal avant les Mondiaux de Liberec. Durant ces Championnats du monde, il est médaillé de bronze au Gundersen petit tremplin, son compatriote Todd Lodwick gagnant l'épreuve puis entraîne le forfait des Américains pour la compétition par équipes après avoir oublié son dossard. Quelques jours plus tard, il se reprend en devenant champion du monde lors du Gundersen sur grand tremplin. Il termine pour la deuxième année consécutive au troisième rang mondial après quatre nouveaux podiums sur quatre courses en fin de saison.
En janvier 2010, avant les Jeux olympiques de Vancouver, Demong connait son seul podium et victoire de l'hiver à Val di Fiemme. Durant ces Jeux, il est médaillé d'argent par équipes avec Todd Lodwick, Brett Camerota et Johnny Spillane, et fait donc partie de la première équipe américaine médaillée olympique en combiné nordique. Ensuite, à l'issue de l'individuel Gundersen en grand tremplin, il devient le premier américain champion olympique de combiné nordique.  Quelques heures après sa victoire, il demande sa petite amie en mariage et le couple apparaît au The Today Show.
En 2013, il décroche la médaille de bronze de l'épreuve par équipes au petit tremplin aux Mondiaux de Val di Fiemme et obtient un podium par équipes en Coupe du monde.
Il prend part à ses cinquièmes jeux olympiques en 2014 à Sotchi, terminant 24e et 31e en individuel.
Bill Demong a aussi été actif internationalement en ski de fond, courant diverses compétitions de ski de marathon, ainsi que notamment aux 2011 à Oslo (cinquante kilomètres) et en Coupe du monde en mars 2013 à Oslo aussi.
Il prend sa retraite sportive en 2015.
Il devient ensuite directeur executif d'USA Nordic.

### En dehors du ski
Bill Demong pratique aussi le cyclisme au niveau amateur.

## Palmarès

### Jeux olympiques d'hiver
| Épreuve / Édition | Épreuve / Édition | Nagano 1998                      | Salt Lake City 2002              | Turin 2006                       | Vancouver 2010                   | Sotchi 2014                      |
| Sprint            | Sprint            | Épreuve inexistante à cette date | 14e                              | 25e                              | Épreuve inexistante à cette date | Épreuve inexistante à cette date |
| Gundersen         | Gundersen         | 34e                              | 19e                              | 15e                              | Épreuve inexistante à cette date | Épreuve inexistante à cette date |
| Gundersen         | PT                | Épreuve inexistante à cette date | Épreuve inexistante à cette date | Épreuve inexistante à cette date | 6e                               | 24e                              |
| Gundersen         | GT                | Épreuve inexistante à cette date | Épreuve inexistante à cette date | Épreuve inexistante à cette date | Or                               | 31e                              |
| Par équipes       | Par équipes       | 10e                              | 4e                               | 7e                               | Argent                           | 6e                               |

### Championnats du monde
| Épreuve / Édition            | Épreuve / Édition            | Ramsau 1999                      | Lahti 2001                       | Oberstdorf 2005                  | Sapporo 2007                     | Liberec 2009                     | Oslo 2011                        | Val di Fiemme 2013               | Falun 2015                       |
| Sprint                       | Sprint                       | 18e                              | 22e                              | 19e                              | 13e                              | Épreuve inexistante à cette date | Épreuve inexistante à cette date | Épreuve inexistante à cette date | Épreuve inexistante à cette date |
| Départ en ligne (Mass start) | Départ en ligne (Mass start) | 27e                              | 18e                              | Épreuve inexistante à cette date | Épreuve inexistante à cette date | 5e                               | Épreuve inexistante à cette date | Épreuve inexistante à cette date | Épreuve inexistante à cette date |
| Gundersen                    | Gundersen                    | Épreuve inexistante à cette date | Épreuve inexistante à cette date | 12e                              | Argent                           | Épreuve inexistante à cette date | Épreuve inexistante à cette date | Épreuve inexistante à cette date | Épreuve inexistante à cette date |
| Individuel (Gundersen)       | PT (K90 + 10 km)             | Épreuve inexistante à cette date | Épreuve inexistante à cette date | Épreuve inexistante à cette date | Épreuve inexistante à cette date | Bronze                           | 7e                               | 23e                              | 25e                              |
| Individuel (Gundersen)       | GT (K120 + 10 km)            | Épreuve inexistante à cette date | Épreuve inexistante à cette date | Épreuve inexistante à cette date | Épreuve inexistante à cette date | Or                               | 6e                               | 15e                              | 33e                              |
| Par équipes petit tremplin   | Par équipes petit tremplin   | 10e                              | 8e                               | Épreuve inexistante à cette date | Épreuve inexistante à cette date | Épreuve inexistante à cette date | 4e                               | Bronze                           | 7e                               |
| Par équipes grand tremplin   | Par équipes grand tremplin   | Épreuve inexistante à cette date | Épreuve inexistante à cette date | 5e                               | 9e                               | Épreuve inexistante à cette date | 6e                               | Épreuve inexistante à cette date | Épreuve inexistante à cette date |
| Sprint par équipes           | Sprint par équipes           | Épreuve inexistante à cette date | Épreuve inexistante à cette date | Épreuve inexistante à cette date | Épreuve inexistante à cette date | Épreuve inexistante à cette date | Épreuve inexistante à cette date | 6e                               | -                                |

- : n'a pas participé à l'épreuve

### Coupe du monde
- Meilleur classement général : 3e en 2008 et 2009.
- 21 podiums individuels : 9 victoires, 6 deuxièmes places et 6 troisièmes places.
- 1 podium par équipes.

#### Détail des victoires
| Édition | Épreuve                                         |
| ------- | ----------------------------------------------- |
| 2002    | Liberec (Gundersen – HS140 / 15 km).            |
| 2007    | Lahti (Gundersen – HS130 / 15 km).              |
| 2008    | Trondheim (Gundersen – HS131 / 15 km).          |
| 2009    | Ramsau am Dachstein (Gundersen – HS98 / 10 km). |
| 2009    | Whistler (Gundersen – HS134 / 10 km).           |
| 2009    | Klingenthal (Gundersen – HS140 / 10 km).        |
| 2009    | Lahti (Gundersen – HS130 / 10 km).              |
| 2009    | Vikersund (Gundersen – HS117 / 10 km).          |
| 2010    | Val di Fiemme (Gundersen – HS134 / 10 km).      |

#### Classements en Coupe du monde
| Année     | Classement général final |
| 1998-1999 | 53e                      |
| 1999-2000 | 41e                      |
| 2000-2001 | 16e                      |
| 2001-2002 | 10e                      |
| 2004-2005 | 17e                      |
| 2005-2006 | 24e                      |
| 2006-2007 | 11e                      |
| 2007-2008 | 3e                       |
| 2008-2009 | 3e                       |
| 2009-2010 | 12e                      |
| 2010-2011 | 44e                      |
| 2011-2012 | 20e                      |
| 2012-2013 | 37e                      |
| 2013-2014 | 25e                      |
| 2014-2015 | 48e                      |

### Championnats du monde junior
- médaille d'or à l'épreuve par équipes en 1999 à Saalfelden
- médaille d'argent à l'épreuve par équipes en 2000 à Štrbské Pleso.